# Grypocentrus albipes
Grypocentrus albipes là một loài tò vò trong họ Ichneumonidae.